# Бліновська Олена Олегівна
Олена Олегівна Бліновська (Останіна) (нар. 25 серпня 1981 року, Кіровська область, Росія) — російська блогерка, бізнесвумен, телеведуча.

## Життєпис
Олена Останіна народилася у селищі Опарине у Кіровській області в Росії у сім'ї водія та бухгалтерки. Має старшого брата Олександра. У дитинстві з родиною переїхала до Ярославля, де батько розпочав ветеринарний бізнес та відкрив ветеринарну службу з виїздом додому (пізніше переїхав до Москви). Закінчила Ярославський державний університет імені П. Р. Демидова.
У 2016 Бліновська виграла конкурс «Місис Росія International», в якому брали участь заміжні жінки з усієї Росії. Цей титул вона розділила з іншою учасницею, Нуне Кобяцькою з Ростовської області. На той момент Бліновська була телеведучою, співзасновницею ветеринарної клініки та торгової марки.
Довгий час Бліновська з чоловіком та дітьми жила в Ярославлі, 2018 року вони переїхали до Москви. В одному з інтерв'ю вона заявила, що навчається психології «всі десять років» у різних установах, у тому числі в якомусь Московському гештальт-інституті.
У 2021 році бюджет святкування 40-річного ювілею Бліновської склав понад 120 млн рублів. У заході брали участь Філіп Кіркоров, Світлана Лобода, гурт «Звери», репер Jah Khalib, співачка Нюша та інші знаменитості. Ведучими були Іван Ургант і Ксенія Собчак.
Forbes оцінював виторг Бліновської 2020-го в 330 мільйонів рублів, прибуток — 200 мільйонів.
4 роки працювала у рекламному агентстві «Дрім». Потім відкрила салон «Весільний переполох». Якийсь час працювала в компанії батька. Надалі вела різні курси психології. За шість років їх існування їх пройшли близько 150 тисяч осіб. У січні 2020 року вийшов фільм «Марафон бажань», у створенні якого взяла участь Бліновська. За даними на квітень 2023 року в облікового запису Бліновської в «Інстаграмі» було понад 5 млн підписників.
У 2022 вийшло інтерв'ю з Ксенією Собчак. Бліновська хамила, ображала і зневажливо ставилася до ведучої, обіцяла плюнути в обличчя Собчак за її питання. Далі Собчак виступила на захист Бліновської.
У лютому 2022 року Замоскворецький суд Москви мав розглянути позов продавця наручного годинника Олексія Потєхіна до Олени Бліновської. Потєхін стверджував, що Бліновська купила у нього чоловічий годинник Audemars Piguet моделі Royal Oak Offshore вартістю близько 2 мільйонів рублів. При цьому продавець заявив, що відповідачка віддала йому лише 100 тисяч як заставу. У зв'язку з цим підприємець мав намір відсудити у Бліновської суму, що залишилася. Бліновська назвала заяви продавця чоловічого годинника брехнею.
У 2022 році стала ведучою шоу «Будинок виконання бажань з Еленою Бліновською» (Дом исполнения желаний с Еленой Блиновской) на телеканалі ТВ-3.

## Скандали

### «Марафон» бажань
Олені Бліновській та її марафонам було присвячено ряд матеріалів викривального характеру.
Російський екологічний оператор неодноразово закликав до відмови від запуску повітряних кульок учасників так званого «Марафону бажань» Бліновської, стверджуючи, що у разі неприпинення марафону в навколишньому середовищі виявиться 7,5 тонн непереробних відходів. Самі учасниці марафону звинувачували Бліновську в тому, що в її повідомленнях «багато води» та мінімум зворотного зв'язку після виконання певних завдань у рамках марафону, звинувачуючи в шахрайстві. Користувачів, які залишали у соцмережах негативний відгук, відправляли до чорного списку. Науковий співробітник Психологічного інституту РАВ та спеціаліст сервісу з підбору психологів Alter Олена Голзицька стверджувала, що так звані тренінги сильно відрізняються від консультацій професійних психологів.
У 2022 році Аглая Тарасова пошкодувала про участь у фільмі Марафон бажань. В інтерв'ю Федору Бондарчуку вона наголосила, що не знала про його зв'язок з Еленою Бліновською.
«Я гадки не мала, хто така Олена Бліновська. Мене запросили на проби, я їх пройшла, ми зняли картину. Лише перед виходом фільму Олена Бліновська написала, що її мрія збулася і про неї зняли фільм. У мене почалася істерика. Я почала дзвонити продюсерам, питати, що відбувається. Мені відповіли, що вона просто була серед продюсерів, дала якусь кількість грошей і знялася в маленькому епізоді», — розповіла Аглая.
22 березня 2023 року телеграм-канал SHOT повідомив, що стосовно Бліновської поліція розпочала перевірку за фактом можливого ухилення від сплати податків. У той же день сама Олена заявила, що до неї кілька разів приходили  представники прокуратури, проте після ознайомлення з документами жодних звинувачень не висували.

### «Марафон Дружба»
Починаючи з 25 лютого 2022 року, Бліновську неодноразово звинувачували в спробі заробити кошти на збройному конфлікті між Росією та Україною в рамках так званого «марафону» «Дружба». У соцмережах з'являлися повідомлення про те, що «марафон» Бліновської нібито спрямований на якнайшвидше припинення конфлікту (користувачі нібито зобов'язувалися загадувати бажання), а серед матеріалів даного «марафону» згадувалися наукові публікації 1988 про лівано-ізраїльську війну і способи боротьби проти викликаного воєнними діями стресу. Плата за участь складала 15 тис. рублів з користувача.
27 лютого 2022 року Бліновська публічно заявила, що не просувала подібних цілей у рамках «марафону» Дружба. За її словами, приводом для публікацій стала інформація від жінки, яка сплатила участь у «марафоні» задовго до конфлікту: учасниця також сказала, що «марафон» — «найкраще, про що можна думати під час війни».

### Кримінальна справа про несплату податків
26 квітня 2023 року Слідчий комітет РФ порушив кримінальну справу стосовно Бліновської за звинуваченнями в ухиленні від сплати податків (частина 2 статті 198 КК РФ) та відмиванні коштів (пункт «б» частини 4 статті 174.1 КК РФ). 27 квітня Бліновська була затримана на прикордонному пункті в Смоленській області при спробі перетнути кордон РФ: при обшуку у неї було вилучено авіаквиток до Ташкента. За версією слідства, Олена Бліновська, використовуючи схему «дроблення» бізнесу, занизила отримані доходи та не сплатила податки за період 2019—2021 років на суму 918 мільйонів рублів — ПДВ та податок на доходи фізичних осіб. На допиті Бліновська визнала свою провину та добровільно перерахувала податковий платіж.

## Фільмографія
- 2019 — Марафон бажань(інші мови) — головна з виконання бажань

## Родина
Батько Олег Останін, за освітою ветеринарний лікар, підприємець (мережа ветеринарних клінік). Мати бухгалтер.
Старший брат Олександр.
Чоловік Олексій Бліновський. Керував підрозділом лізингової компанії «РЕСО-лізинг» у Ярославлі. Ним було створено компанію ТОВ «Агропостач» з оптової торгівлі у сфері сільського господарства. Сьогодні є засновником ТОВ «Аквакультура», інвестує в різні проєкти, серед яких ресторан-маркет Seabass & Sauvignon.
Діти Всеволод (2009), Платон та Мирон (2011), Аврора (2020).